# Euphausia mucronata
Euphausia mucronata är en kräftdjursart som beskrevs av Georg Ossian Sars 1883. Euphausia mucronata ingår i släktet Euphausia och familjen lysräkor. Inga underarter finns listade i Catalogue of Life.